# Manuela Carmena
Manuela Carmena Castrillo (Madrid, 9 de fevereiro de 1944) é uma jurista e juíza emérita espanhola. Foi alcaide de Madrid desde 13 de junho de 2015 até 15 de junho de 2019.

## Biografia
Nascida a 9 de fevereiro de 1944 em Madrid, licenciou-se em Direito pela Universidade Complutense de Madri em 1965, ano que ingressou no Partido Comunista da Espanha.

Defendeu trabalhadores e presos políticos durante a ditadura de Francisco Franco e foi co-fundadora do escritório de advogados trabalhistas atacado pela matança de Atocha de 1977. 

### Alcaide de Madrid

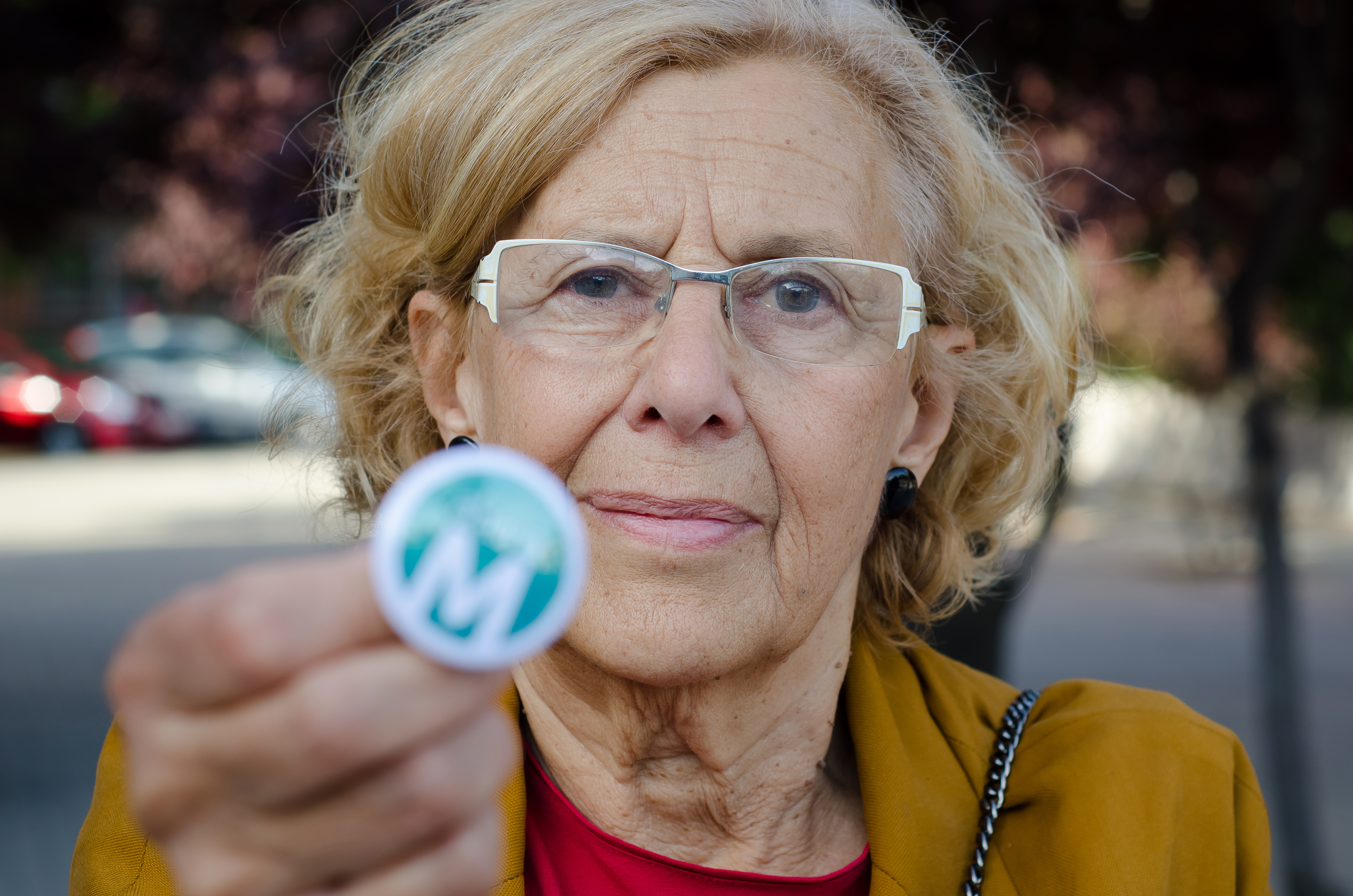
Carmena mostra o símbolo de sua campanha à Prefeitura de Madrid.

Em 2015, apresentou-se como candidata a alcaide às prévias da coligação Más Madrid. Foi eleita cabeça da lista com 63% dos votos. Em 24 de maio de 2015, sua chapa obteve 31,85% dos votos e 20 vereadores nas eleições municipais, o que lhe garantiu o segundo lugar na eleição para o governo municipal de Madrid, superada apenas por Esperanza Aguirre, candidata do Partido Popular que obteve 21 assentos na Câmara Municipal. Mesmo tendo obtido o segundo lugar nas eleições, conforme previsto pela legislação da Espanha, o Ahora Madrid fez um acordo com o PSOE (que elegeu nove vereadores) de modo a garantir a maioria absoluta de 29 vereadores, necessária para assumir o governo da cidade. Carmena, então, consagra-se vencedora do pleito e, em 13 de junho de 2015, assume a Alcaldia de Madrid.

## Distinções
- Doutoramento Honoris Causa pela Universidade de la Salle de México (2018)
- Grã-Cruz da Ordem do Mérito de Portugal (2018)[9]

## Livros publicados
- 1997 - Crónica de uma desordem: Notas para reinventar a Justiça, Aliança Editorial.
- 2014 - Por que as coisas podem ser diferentes: Reflexões de uma juíza, Ed. Chave Intelectual.